# 빈스 (프로게이머)
빈스(본명: 정민우, 1999년 11월 14일 ~ )는 대한민국의 리그 오브 레전드 프로게이머로 아이디는 Vins이다. 포지션은 미드라이너이다.

## 선수 생활
2019년 5월, 팀 다이나믹스에 입단하면서 프로 커리어를 시작했다. 서머 시즌 팀의 서브 선수로 활동하면서 간간히 출전을 기록했다. 시즌 종료 후 팀에서 퇴단했다.
이후 프레딧 브리온의 아카데미 팀에 입단했다.

## 소속팀
| # | 팀명          | 소속 기간             | 소속 리그 | 비고 |
| - | ------------- | --------------------- | --------- | ---- |
| 1 | 팀 다이나믹스 | 2019.05.30~2019.11.26 | CK        |      |

## 수상 내역
- 리그 오브 레전드 챌린저스 코리아 서머 2019 우승